# Paypayrola
Paypayrola é um género botânico pertencente à família Violaceae.

## Espécies
- Paypayrola blanchetiana
- Paypayrola brasiliensis
- Paypayrola confertiflora
- Paypayrola glazioviana

1. ↑  «Paypayrola — World Flora Online». www.worldfloraonline.org. Consultado em 19 de agosto de 2020